# Samir Kassir
Samir Kassir (arabiska:سمير قصير), född 5 maj 1960, död 2 juni 2005 (mördad),  var en libanesisk professor, journalist, författare och politisk debattör av palestinsk härkomst.

## Biografi
Samir Kassir hade en palestinsk far och en syrisk mor. Han tillhörde den grekisk-ortodoxa kyrkan. Han inledde sin journalistiska bana som 17-åring med bidrag i Libanons kommunistiska partis tidning och den franskspråkiga dagstidningen L'Orient-Le Jour, en av Libanons viktigaste dagstidningar.
1981-2000 skrev han i Le monde diplomatique. 1982-1983 var han redaktör för nyhetsbrevet Le Liban en Lutte (svenska: Det kämpande Libanon), som behandlade och stödde det libanesiska motståndet mot den israeliska ockupationen. Han tog en examen i filosofi vid Université Panthéon-Sorbonne 1984 och var 1984-1985 redaktör för veckotidningen Al-Yawm as-Sābi. 1986-2004 var han med i redaktionen för Revue des Etudes Palestiniennes.
Samir Kassir tog doktorsgraden i modern och samtida historia vid Université Paris-Sorbonne 1990. Avhandlingen behandlade inbördeskriget i Libanon. Hans fortsatta bokpublikationer på franska och arabiska rör sig inom fälten libanesisk och palestinsk (nutids)historia och de konflikter som finns i regionen. Från 1998 var Kassir professor vid Institut des sciences politiques vid Université Saint-Joseph i Beirut. Samma år blev han också ledarskribent på dagstidningen al-Nahar. Han gjorde sig känd framförallt genom sin populära veckokrönika där han skarpt kritiserade den prosyriska regimen.
Till synes orädd opponerade han sig ständigt mot Syriens närvaro i Libanon, och hans verksamhet som debattör bidrog starkt till den libanesiska Cederrevolutionen under våren 2005. Han propagerade ständigt för demokrati i både Libanon och Syrien och var en stark röst för palestiniernas rättigheter. På svenska finns boken Den arabiska olyckan där han bland annat utvecklar dessa tankar.
Samir Kassir var gift med Giselle Khoury, programledare på tevekanalen al-Arabiyya.
Kassir mördades av en bilbomb utanför sitt hem i Beirut. Ingen har fällts för mordet, men allt pekar på att syrisk säkerhetstjänst och dess libanesiska allierade var inblandade i dådet. Efter hans död har hans vänner och familj bildat en stiftelse i hans namn för att stödja utgivningen av hans böcker och fortsätta arbetet för yttrandefrihet och demokrati. Han har också fått ett torg med en staty döpt efter sig i Beirut.
Sven Wollter deklamerar Kassirs dikt En Arbetslös Talar på skivan Sånger från tjugonde seklet.